# Apollon Aleksandrovič Grigor'ev
Apollon Aleksandrovič Grigor'ev, o Grigoryev (Mosca, 20 luglio 1822 – San Pietroburgo, 7 ottobre 1864), è stato un poeta, critico letterario e slavista russo.

## Biografia

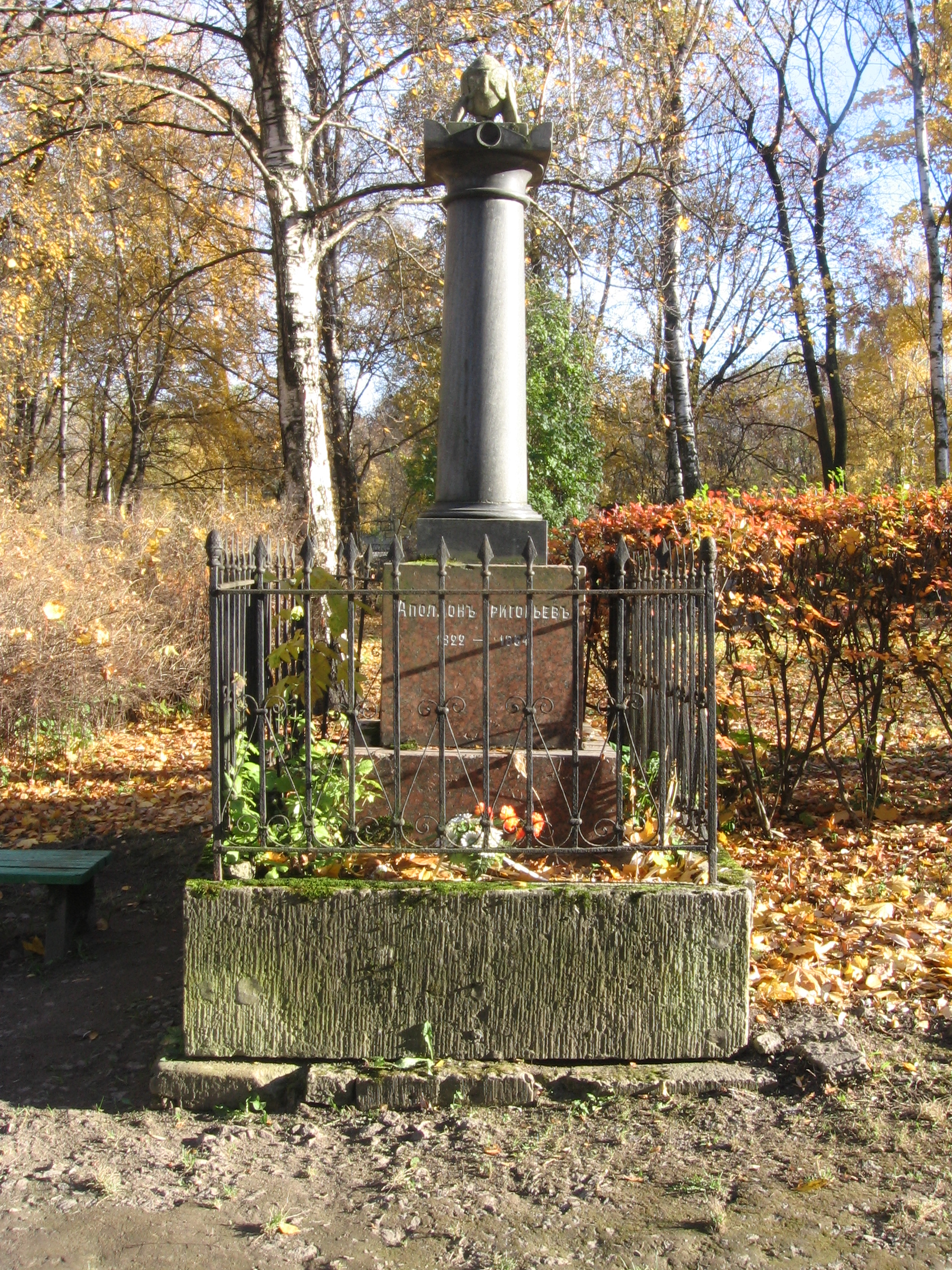
Tomba di Apollon Aleksandrovič Grigor'ev

Dopo aver ottenuto la laurea all'Università di Mosca, svolse prima l'attività di giurista e poi di insegnante di giurisprudenza, però contemporaneamente si impegnò anche nelle traduzioni letterarie, alle redazioni di articoli giornalistici ed a scrivere versi.
Collaborò dapprima con la rivista Moskovitjanin ("Il moscovita") e poi con le due riviste dei fratelli Dostoevskij, Vremja ("Il tempo") e Epocha, attraverso le quali diffuse alcune sue teorie riguardanti la critica 'organica', che diverranno l'asse portante dei suoi saggi, come quelli su Turgenev, Ostrovskij, Puškin, Lermontov Griboedov e Tolstoj.
Le sue teorie letterarie sono accostabili alla teoria dei počvenniki (terrieri, da počva, terreno, suolo), e si soffermarono sulla esigenza di una letteratura russa derivante dall'ambiente e dall'esperienza contadina, oltreché specchio dell'esistenza umana. La critica 'organica' si mise in contrasto alla critica 'teorica' (Černyševskij e Dmitri Pisarev), a quella 'aestetica' e 'storica' (Vissarion Belinsky).
Queste teorie furono proposte soprattutto in relazione alle prime opere di Ostrovskij, con il quale Grigor'ev strinse una profonda amicizia.
Dal suo rapporto con Ostrovskij ricavò la passione dei riguardi dell'originalità dello spirito russo, 'culto' che risultò caratteristico della sua visione intellettuale, miscelato assieme agli elementi culturali derivanti dagli studi romantici di Schiller, Byron, Lermontov e Shakespeare.
Dalle memorie di Grigor'ev, Moi literaturnye i nrastvennye skitalčestva ("Le mie peregrinazioni letterarie e morali") e da quella che può essere considerata l'opera più completa contenente il compendio delle sue idee di critica letteraria, ossia Paradoksy organičeskoj kritiki ("Paradossi di una critica organica"), è possibile ricavare nitidamente un quadro descrittivo dei fermenti della metà dell'Ottocento, che Grigor'ev concretizzò in uno "slavofilismo" impreziosito da una vasta cultura riguardante autori occidentali, come Thomas Carlyle, Ralph Waldo Emerson e Jules Michelet.
Oltre ad essere stato un eccellente intellettuale, Grigor'ev si dedicò con profitto anche alla poesia. Se i suoi contemporanei lo sottovalutarono come autore di liriche, ai tempi del Simbolismo, venne riscoperto e valorizzato da scrittori quali Blok. Gran parte delle sue poesie furono raccolte nel volume intitolato  Otechestvennye Zapiski (1845).
La vita di Grigor'ev fu caratterizzata da un alternarsi di alti e bassi, quali ad esempio il suo critico indebitamento economico avvenuto a San Pietroburgo, prima che si attivasse come redattore di varie testate giornalistiche e come autore di teatro, oppure le periodiche dipendenze dall'alcolismo.